# 데볼 조약
데볼 조약(그리스어: συνθήκη της Δεαβόλεως, 영어: Treaty of Devol )은 1108년 9월에 안티오키아 공국의 보에몽 1세와 비잔티움 황제 알렉시우스 1세 사이에 체결한 조약이다. 조약의 명칭은 마케도니아 지방에 있는 비잔티움의 요새 데볼에서 따왔다. 비록 즉시 시행되지는 않았지만, 안티오키아 공국을 비잔티움 제국의 속주로 만들려는 비잔티움 황제 알렉시오스의 의도였다.
제1차 십자군이 시작될 때 십자군은 정복 지역을 비잔티움에 반환한다고 약속을 했다. 그러나 비잔티움의 옛 적수인 노르만의 로베르트 기스가르의 아들인 보에몽은 안티오키아 공국의 소유를 주장했다. 알렉시오스 황제는 안티오키아 공국의 합법성을 인정하지 않고 강제로 안티오키아를 수복하려고 하였다. 보에몽은 알렉시오스와 전쟁을 시작하였으나 곧 항복하게 되었고 데볼에 위치한 황제의 캠프에서 제국과 조약을 체결할 수밖에 없었다. 조약의 결과로 보에몽은 비잔티움 제국의 봉신이 되어 언제든지 제국 방어에 힘쓸 것을 동의하였다. 보에몽은 아풀리아로 보내졌고 1111년에 거기서 죽었다.
데볼 조약은 분쟁을 전쟁보다는 외교로 해결하려는 비잔티움 제국의 성향을 보여주는 전형적인 예이기도 하지만, 반면 당시 서유럽과 불신으로부터 발생된 결과로 보기도 한다.